# 佐藤垢石

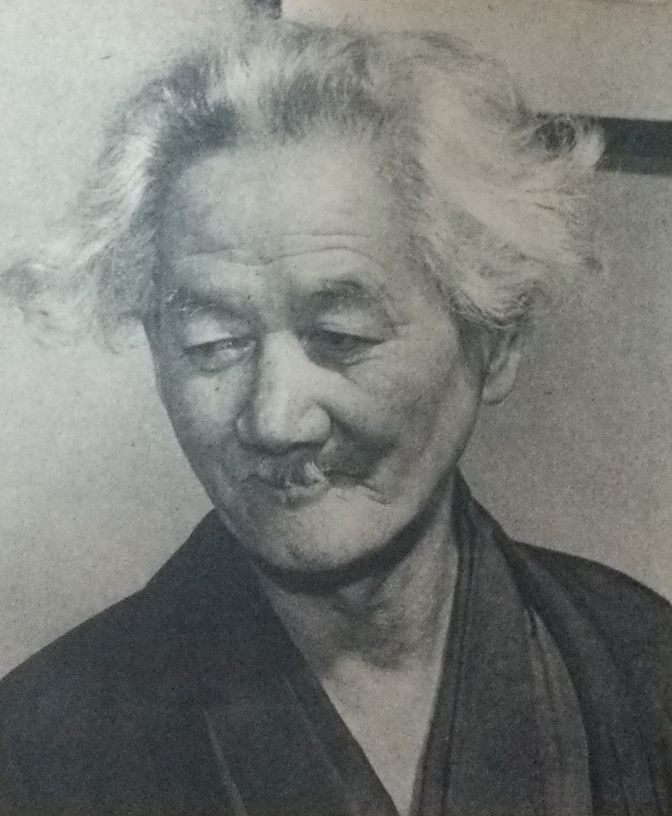
1951年

佐藤 垢石（さとう こうせき、1888年（明治21年）6月18日 - 1956年（昭和31年）7月4日）は、日本のエッセイスト、釣りジャーナリスト。本名は佐藤 亀吉（さとう かめきち）。号の「垢石」とは釣り用語である。鮎は水中の石の表面につく水コケを食用とするが、鮎釣り師はこの水ごけを「垢」と呼び、垢の食べ跡を観察して魚の所在を判定するという。

## 人物
群馬県前橋市（当時の群馬県群馬郡東村）生まれ。報知新聞記者を経て文筆で独立し、「鮎の友釣り」「たぬき汁」など、釣りを中心とした多くの随筆を発表した。戦後は執筆だけでなく、雑誌「つり人」の初代編集人になるなど、現代釣りジャーナリズムの揺籃期の中心人物としても多大の貢献をした。
垢石は、釣りだけでなく旅、食、酒、艶笑譚、匿名の政界ゴシップ（「政界夜話」）などを盛んに執筆し、さらに代作者として関わった本もある（呉清源の随筆は話を聞いて佐藤が代筆したものとされる）。いずれでも、漢文的素養と市井の軽妙洒脱さをあわせ持った文章は独特の滋味にあふれている。純然たる文学者というよりは庶民派のエッセイスト、雑文家として過ごしたといえるが、その文章は井伏鱒二や滝井孝作などの文学者にも評価された。

## 経歴
- 前橋中学（現在の群馬県立前橋高等学校）で、校長排斥を要求しストライキを指導。退学処分を受ける。
- 早稲田大学に入ったものの中退。その後、報知社（後の報知新聞社）の入社試験に合格し、入社。新聞記者となる。
- 1928年（昭和3年）、報知社を退職し、文筆業に専念。
- 1941年（昭和16年）、名随筆と評価が高い「たぬき汁」を発表する。
- 1947年（昭和22年）、雑誌「つり人」の初代編集人となる。
- 1956年（昭和31年）7月4日、脳軟化症により自宅で死去、享年68歳[1]。

## 著書

### 単著
- 『鮎の友釣』万有社、1934年7月。
- 『渓流の釣り』啓成社、1935年4月。
- 『鮎釣の手引 どぶ釣と友釣』森田書房、1935年5月。NDLJP:1091924。
- 『釣の本』改造社、1938年4月。
- 『荒尾精 興亜の先駆者』鱒書房〈興亜人物伝叢書〉、1941年4月。
- 『たぬき汁』墨水書房、1941年9月。
  - 『続 たぬき汁』星書房、1946年8月。
  - 『続々 たぬき汁』薫風書院、1948年8月。
  - 『新たぬき汁』ジープ社、1951年2月。
  - 『完本・たぬき汁』つり人社〈つり人ノベルズ 赤9〉、1993年2月。ISBN 9784885362170。
- 『人生の名人』墨水書房、1941年11月。NDLJP:1042956。
- 『釣歳時記』東京書房、1941年12月。
- 『釣は青春』春陽堂書店、1942年2月。
- 『つり姿』鶴書房、1942年4月。
- 『随筆 人間が苦労したころ』墨水書房、1942年5月。
- 『釣趣戯書』三省堂、1942年6月。
- 『耳舌䐲談』桜井書店、1942年8月。NDLJP:1123458。
- 『狐火記』墨水書房、1942年10月。NDLJP:1135095。
- 『謀略将軍 青木宣純』墨水書房、1943年6月。NDLJP:1043325。
- 『きす・黒鯛・鱸釣』鶴書房、1943年6月。
- 『望妖記』右文社、1947年2月。
- 『幽影物語』平和書房、1947年11月。
- 『魔味談』雄鶏社、1948年6月。
- 『絡む妖美』ロッテ出版社、1949年1月。
- 『釣魚入門』川津書店、1950年6月。
- 『魚の釣り方』大泉書店〈入門百科叢書〉、1950年7月。
- 『垢石飄談』文藝春秋新社、1951年6月。
- 『泡盛物語』弘文堂〈アテネ文庫 169〉、1951年8月。
- 『釣随筆』河出書房〈市民文庫 55〉、1951年8月。
- 『狸のへそ』要書房、1952年1月。
- 『鯰のあくび』白鴎社、1952年5月。
- 『狸の入院』六興出版社、1952年6月。
- 『河童のへそ』要書房、1952年8月。
- 『河童閑游』日本出版協同、1952年12月。
- 『随筆 天狗談』華頂書房、1953年2月。
- 『垢石傑作選集』 綺談篇、日本出版協同、1953年3月。
- 『垢石傑作選集』 遊楽篇、日本出版協同、1953年4月。
- 『垢石傑作選集』 人物篇、日本出版協同、1953年5月。
- 『たぬき人生 美女醇酒』要書房、1953年7月。
- 『日本島美女系図』朋文社、1955年11月。
- 『うかれ河童』笑の泉社、1955年11月。
- 『垢石釣游記』二見書房〈釣魚名著シリーズ〉、1977年7月。
- 『新編たぬき汁』文治堂書店、1979年4月。
- 『釣の本』アテネ書房、1989年6月。ISBN 9784871521086。
- 『垢石釣り随筆』つり人社〈つり人ノベルズ 赤7〉、1992年9月。ISBN 9784885362149。
- 『垢石釣り紀行』つり人社〈つり人ノベルズ 赤8〉、1992年11月。ISBN 9784885362156。

### 共著
- 佐藤垢石、益田甫、佐藤惣之助『釣の講座』 春の巻、春陽堂、1941年2月。
- 佐藤垢石、大久保鯛生、佐藤惣之助『釣の講座』 夏の巻、春陽堂、1941年9月。
- 佐藤垢石、大久保鯛生、佐藤惣之助『釣の講座』 秋の巻、春陽堂、1941年12月。
- 佐藤垢石、大久保鯛生、佐藤惣之助『釣の講座』 冬の巻、春陽堂、1942年4月。
- 佐藤垢石、鈴木晃『鮎釣』鶴書房、1942年5月。
- 佐藤垢石、鈴木晃『山女魚釣』鶴書房、1942年6月。
- 佐藤垢石、鈴木晃『はや・やまべ釣』鶴書房、1942年8月。
- 佐藤垢石、鈴木晃『はぜ・ぼら釣』鶴書房、1942年9月。
- 佐藤垢石、鈴木晃『鮒つり』鶴書房、1942年12月。
- 佐藤垢石、鈴木晃『鯉・鱮・公魚釣』鶴書房、1943年3月。
- 佐藤垢石、鈴木晃『釣の少国民』墨水書房、1943年8月。
- 佐藤垢石、鈴木晃『魚影風土記』鶴書房、1943年12月。
- 松崎明治『釣百科』佐藤垢石補、大泉書店、1951年12月。
  - 松崎明治『新釣百科』佐藤垢石増補、大泉書店、1961年6月。

## 論文
- 「味の魅殺」『小説新潮』第3巻第9号、新潮社、1949年9月、55-61頁、NAID 40001806689。
- 「外客と釣」『観光』第37号、全日本観光連盟、1951年5月、40-43頁、NAID 40000538280。
- 「百六十箇の乳房――北海道の極北さして」『文藝春秋』第29巻第13号、文藝春秋、1951年10月、180-187頁、NAID 40003427337。
- 「謡曲と魚」『観世』第19巻第5号、檜書店、1952年5月、4-6頁、NAID 40000562018。
- 「日本の公園――北海道あちこち」『新都市』第6巻第6号、都市計画協会、1952年6月、78-80頁、NAID 40001936440。